# Mark Crow
Mark Harvey Crow, (nacido el 22 de octubre de 1954 en la Base de la Fuerza Aérea Edwards, California) es un exjugador de baloncesto estadounidense. Con 2,00 de estatura, su puesto natural en la cancha era el de alero.

## Trayectoria
- Universidad de Duke (1974-1977)
- New Jersey Nets (1977)
- Richmond Virginians (1978)
- Basket Rimini (1978-1979)
- Sporting Lisboa (1979-1980)
- Fabriano Basket (1980-1986)
- Libertas Pescara (1986-1987)
- CB Sevilla (1987-1988)
- Pallalcesto Amatori Udine (1988-1989)